# Зефиров, Николай Степанович
Зефиров Николай Степанович (Стефанович) (11 апреля 1887, Алатырь, Симбирская губерния, Российская империя — 24 февраля 1953, Коми АССР, РСФСР, СССР) — ученый, экономист, статистик, кандидат экономических наук, банкир, журналист, государственный деятель, министр продовольствия и снабжения Российского государства.

## Биография
Родился 11 апреля 1887 года в городе Алатырь Симбирской губернии в многодетной семье протоиерея. Окончил с медалью Алатырскую гимназию в 1906 году и в тот же год поступил на экономическое отделение Санкт-Петербургского политехнического института. Окончил институт в 1912 году со званием кандидата экономических наук. Ещё в студенческие годы приступил к работе в Переселенческом Управлении в качестве статистика. Выезжал в экономические экспедиции в Акмолинскую, Тургайскую области и в Туркестан. Написал несколько статей об экономике Семиречья. После окончания института с 1913 по 1916 годы служил заведующим Переселенческого Управления по Акмолинской и Амурской областям. Во время Первой Мировой войны занимался поставками пшеницы и овса для Русской и Французской армий. Осенью 1916 года прибыл в Петроград, где стал заведующим отделом снабжения населения при Особом Совещании по продовольствию. Служил инспектором продовольствия в Поволжье и представителем Министерства Временного правительства в Сибири. В 1917 году был членом партии народных социалистов. Впервые был арестован органами ВЧК в январе 1918 года в Омске, но вскоре выпущен без предъявления обвинений.
С начала лета 1918 года Н. С. Зефиров заведующий продовольственным отделом Западно-Сибирского комиссариата, управляющий министерством продовольствия Временного Сибирского правительства. 27 декабря 1918 года Указом Верховного правителя А. В. Колчака Земфиров назначен министром продовольствия и снабжения Российского государства.
После поражения Колчака, Зефиров под чужой фамилией скрывался в Иркутске от преследования Советской властью. Ему удалось выбраться в Маньчжурию, где он сначала занимался журналистской работой в Харбинской прессе — газетах «Копейка», «Новости жизни», «Дальневосточное время», журнале «Вестник Маньчжурии». В 1923 году был принят на работу в Управление Китайско-Восточной железной дороги. В 1924 году принял участие в выпуске сборника «Северная Маньчжурия и КВЖД». В это же время принял советское гражданство.
В 1937 году по приглашению управляющего перешел на работу секретарем в Московский народный банк в Харбине. Создал в Шанхае «Клуб советских граждан» при поддержке Советского консульства. С 1939 по 1944 годы являлся его председателем. После освобождения Маньчжурии от японской оккупации, Зефиров создал «Общество советских граждан», которое и возглавил. Вел активную работу по возвращению русских эмигрантов в СССР. Сам вернулся на родину в августе 1947 года, поселился на Урале в Свердловской области в городе Кировоград. Работал до 1949 года начальником коммерческого отдела Медеплавильного завода.
14.07.1949 года Николай Степанович Зефиров был арестован и 4.03.1950 года приговорён к 25 годам ИТЛ. Наказание отбывал в одном из лагерей Коми АССР, где 24 февраля 1953 года скончался.
В январе 1989 года полностью реабилитирован.